# Edmund Buchner
Edmund Buchner (* 22. Oktober 1923 in Ittling bei Straubing; † 27. August 2011 in München) war ein deutscher Althistoriker und Präsident des Deutschen Archäologischen Instituts.

## Leben
Buchner war Soldat im Zweiten Weltkrieg. Nach der anschließenden Kriegsgefangenschaft in den USA studierte er ab 1946 in Erlangen, wurde dort 1953 mit einer Arbeit über den Panegyrikos des Isokrates promoviert und wurde danach Assistent des neu nach Erlangen berufenen Helmut Berve. Als Berve 1960 Direktor der Kommission für Alte Geschichte und Epigraphik in München wurde, folgte Buchner ihm als wissenschaftlicher Mitarbeiter und Sekretär der Kommission. Von 1969 bis 1979 war er 1. Direktor der Kommission für Alte Geschichte und Epigraphik, die inzwischen zum Deutschen Archäologischen Institut gehörte, und von 1980 bis zu seinem Ruhestand 1988 Präsident des Deutschen Archäologischen Instituts.
Bekannt wurde Buchner vor allem durch seine Forschungen zum Solarium Augusti, der Anlage mit einem Obelisken als riesigem Gnomon, die der römische Kaiser Augustus auf dem Marsfeld in Rom errichten ließ. Bekannt gemacht hat ihn vor allem seine These, dass das Solarium Augusti eine riesige Sonnenuhr gewesen sei. Diese Annahme ist aber inzwischen stark umstritten.

## Ehrungen
- 1984: Verdienstkreuz 1. Klasse der Bundesrepublik Deutschland
- 1989: Großes Verdienstkreuz der Bundesrepublik Deutschland

## Schriften (Auswahl)
- Der Panegyrikos des Isokrates. Eine historisch-philologische Untersuchung. Steiner, Wiesbaden 1958.
- Die Sonnenuhr des Augustus. Zabern, Mainz 1982, ISBN 3-8053-0430-7.
- Neues zur Sonnenuhr des Augustus. In: Nürnberger Blätter zur Archäologie 10 (1993/94), S. 77–84.
- Ein Kanal für Obelisken. Neues vom Mausoleum des Augustus in Rom. In: Antike Welt 27, 1996, S. 161–168.